# John Crichton-Stuart (1. markiz Bute)
John Crichton-Stuart, 1. markiz Bute (ur. 30 czerwca 1744 w Mount Stuart House, zm. 16 listopada 1814) – brytyjski (szkocki) arystokrata i dyplomata.
Był dwukrotnie ambasadorem brytyjskim w Madrycie; w latach 1783-1784 i 1795-1796.
Jego ojcem był premier John Stuart, 3. hrabia Bute, a matką Mary Stuart, hrabina Bute, córka pisarki Mary Wortley Montagu. Od urodzenia przysługiwał mu tytuł: „Lord Mount Stuart”.
Poślubił Charlotte Hickman-Windsor (córkę 2. wicehrabiego Windsor) dnia 12 XI 1766, z którą miał pięcioro dzieci:
- John Stuart, Lord Mount Stuart (25 IX 1767–22 I 1794)
- Lady Charlotte Stuart (ok. 1775–5 IX 1847)
- Lord Henry Stuart (7 VI 1777–19 VIII 1809)
- Captain Lord William Stuart (18 XI 1778–28 VII 1814)
- Rear-Admiral Lord George Stuart (1 III 1780–19 II 1841)

Lord Mount Stuart był torysowskim posłem w parlamencie w okresie 1766 do 1776. W 1776 uczyniono go baronem Cardiff, od zamku Cardiff Castle w hrabstwie Glamorgan. W 1779 zaprzysiężono go do rady królewskiej (Privy Council). Zastąpił ojca jako hr. Bute w 1792, i został wicehrabią Mountjoy (na wyspie Isle of Wight), w 1794 hr. Windsoru i markizem Bute.
Lord Bute został członkiem Royal Society dnia 12 grudnia 1799.
Jego pierwsza żona zmarła 8 stycznia 1800, wtedy poślubił Frances Coutts (córkę Thomasa Couttsa) dnia 17 września 1800. Mieli dwoje dzieci:
- Lady Frances Stuart (zm. 29 III 1859)
- Lord Dudley Coutts Stuart (11 I 1803–17 XI 1854)

Jego druga żona przeżyła go i zmarła 12 listopada 1832 roku.